# Melaleuca elliptica
Melaleuca elliptica är en myrtenväxtart som beskrevs av Jacques-Julien Houtou de La Billardière. Melaleuca elliptica ingår i släktet Melaleuca och familjen myrtenväxter. Inga underarter finns listade i Catalogue of Life.

## Bildgalleri

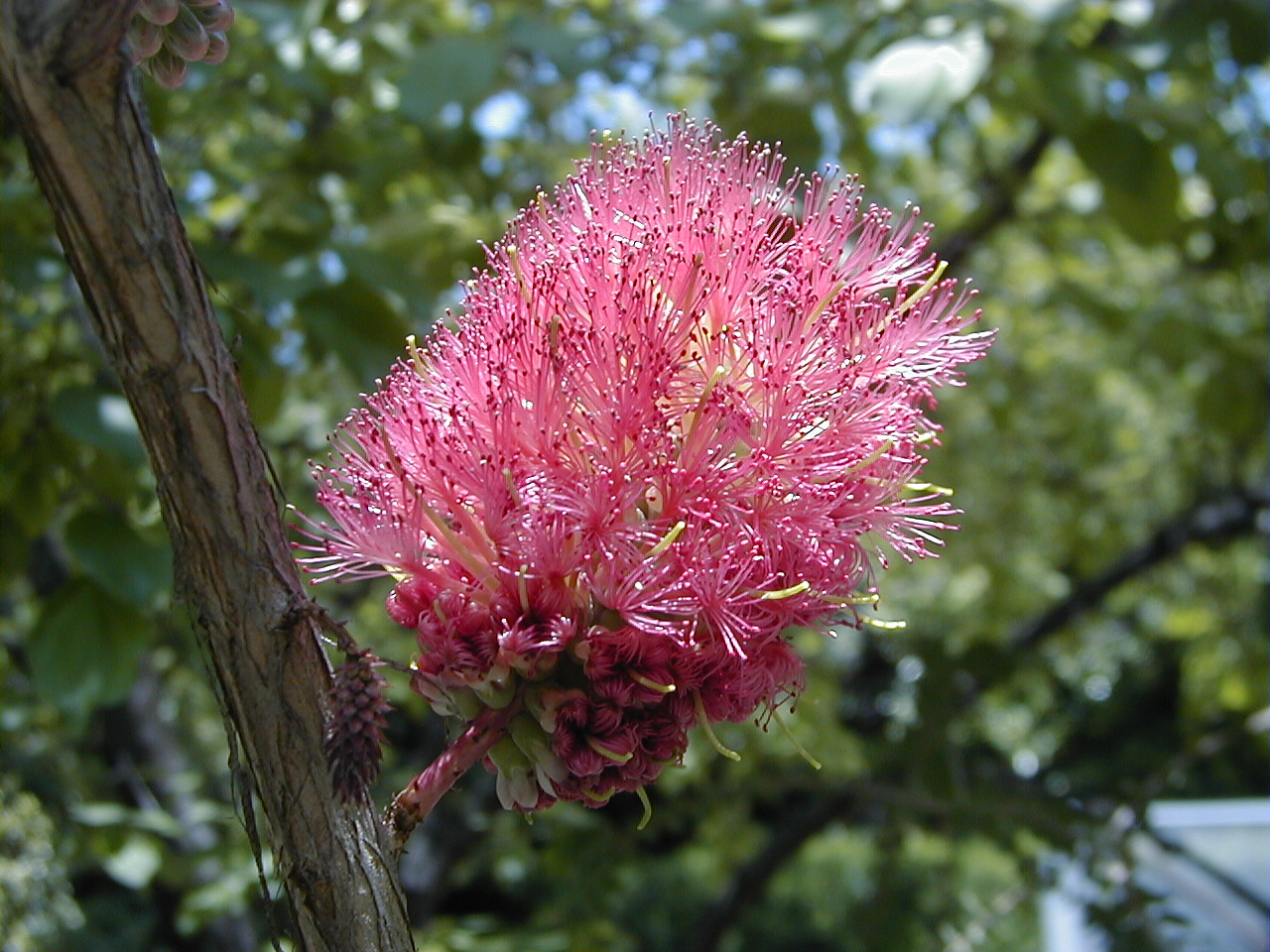
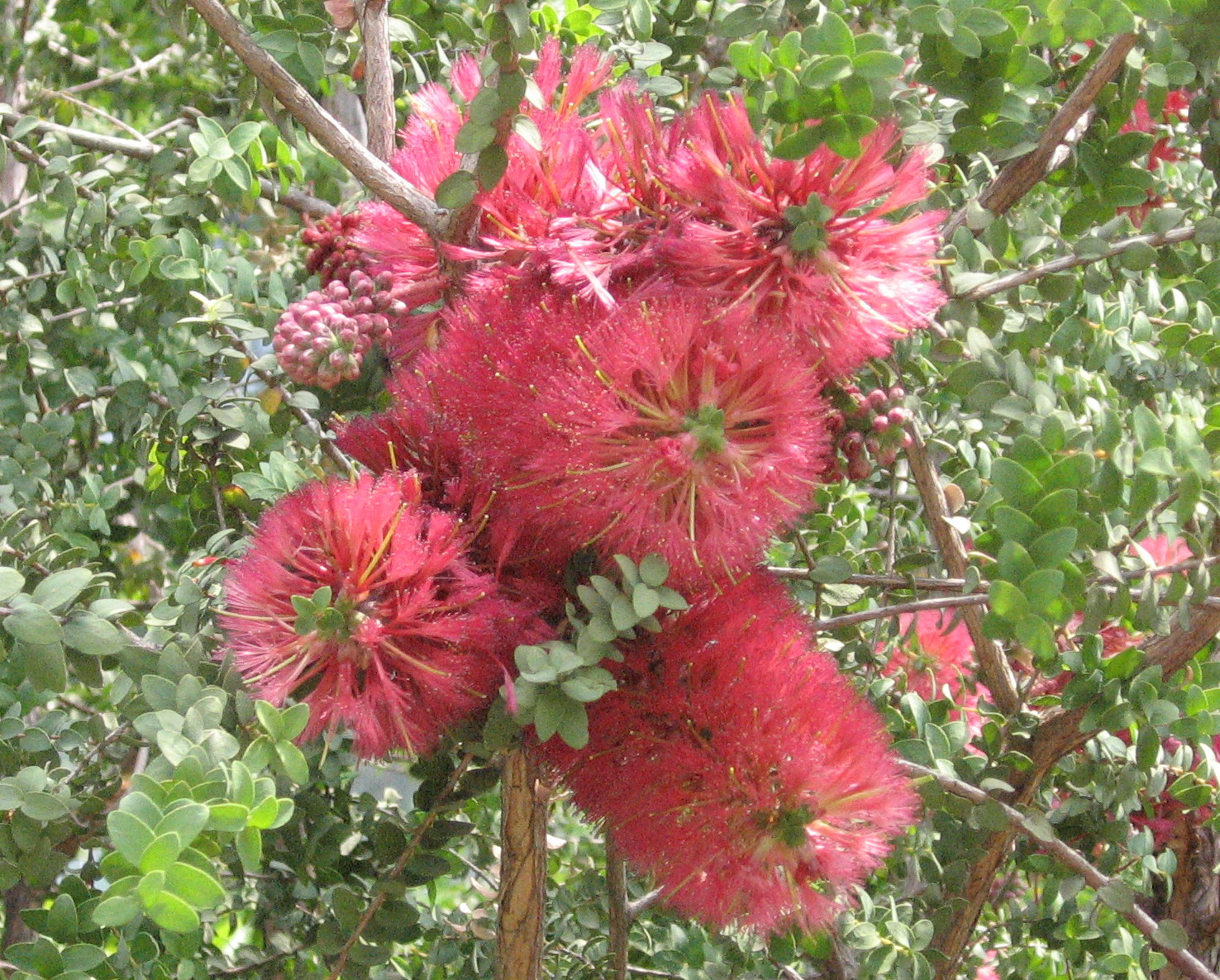
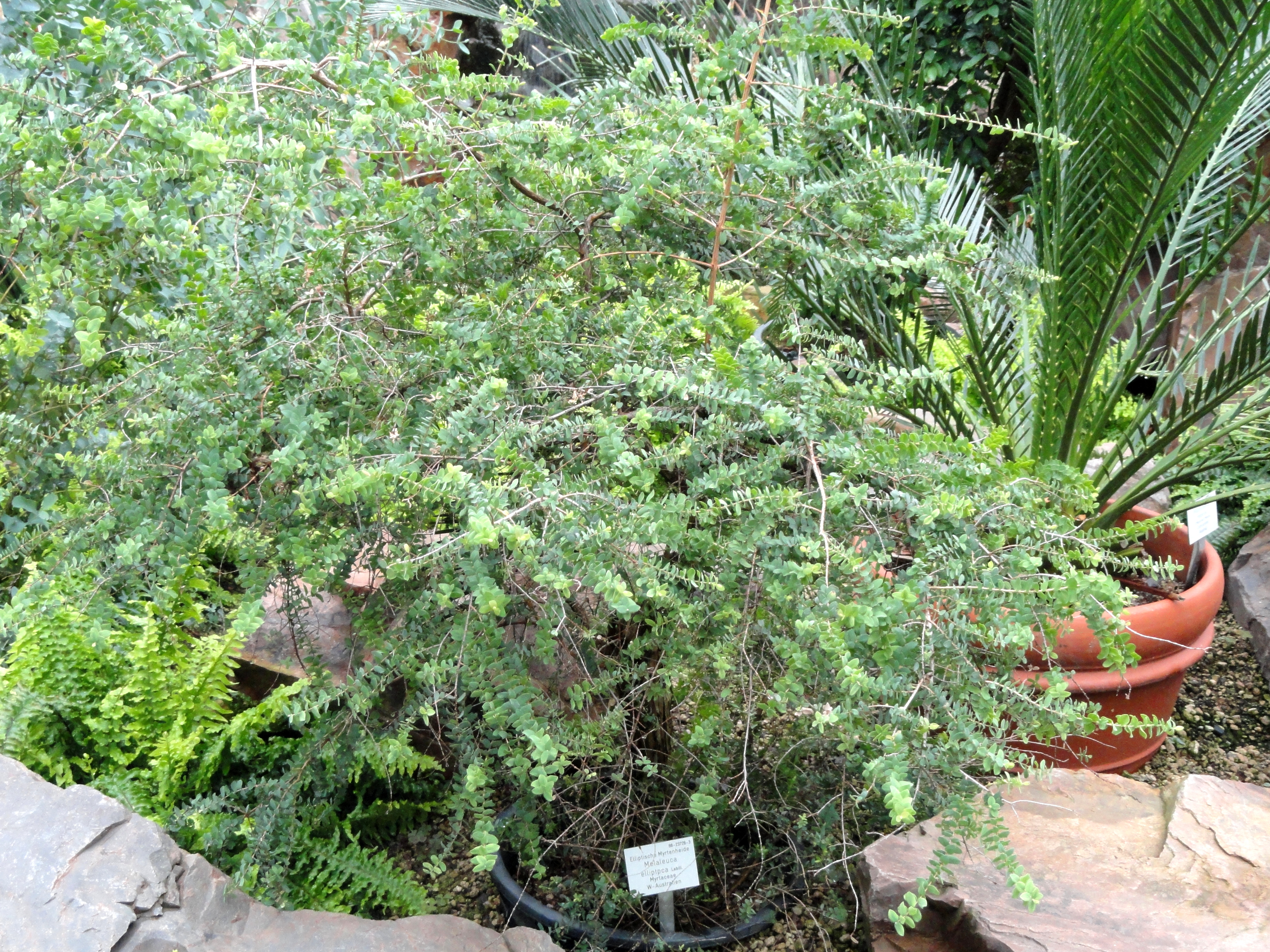
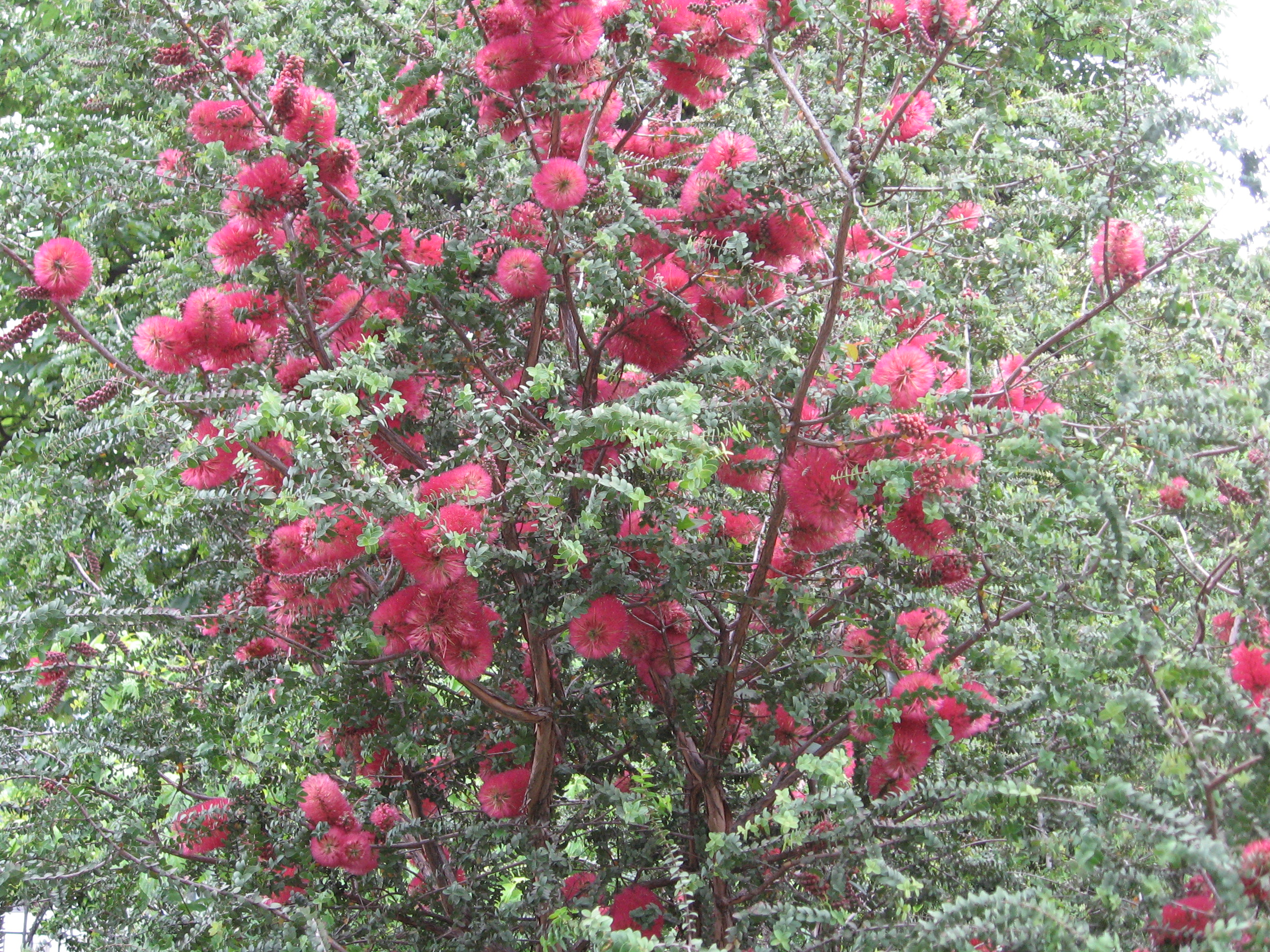
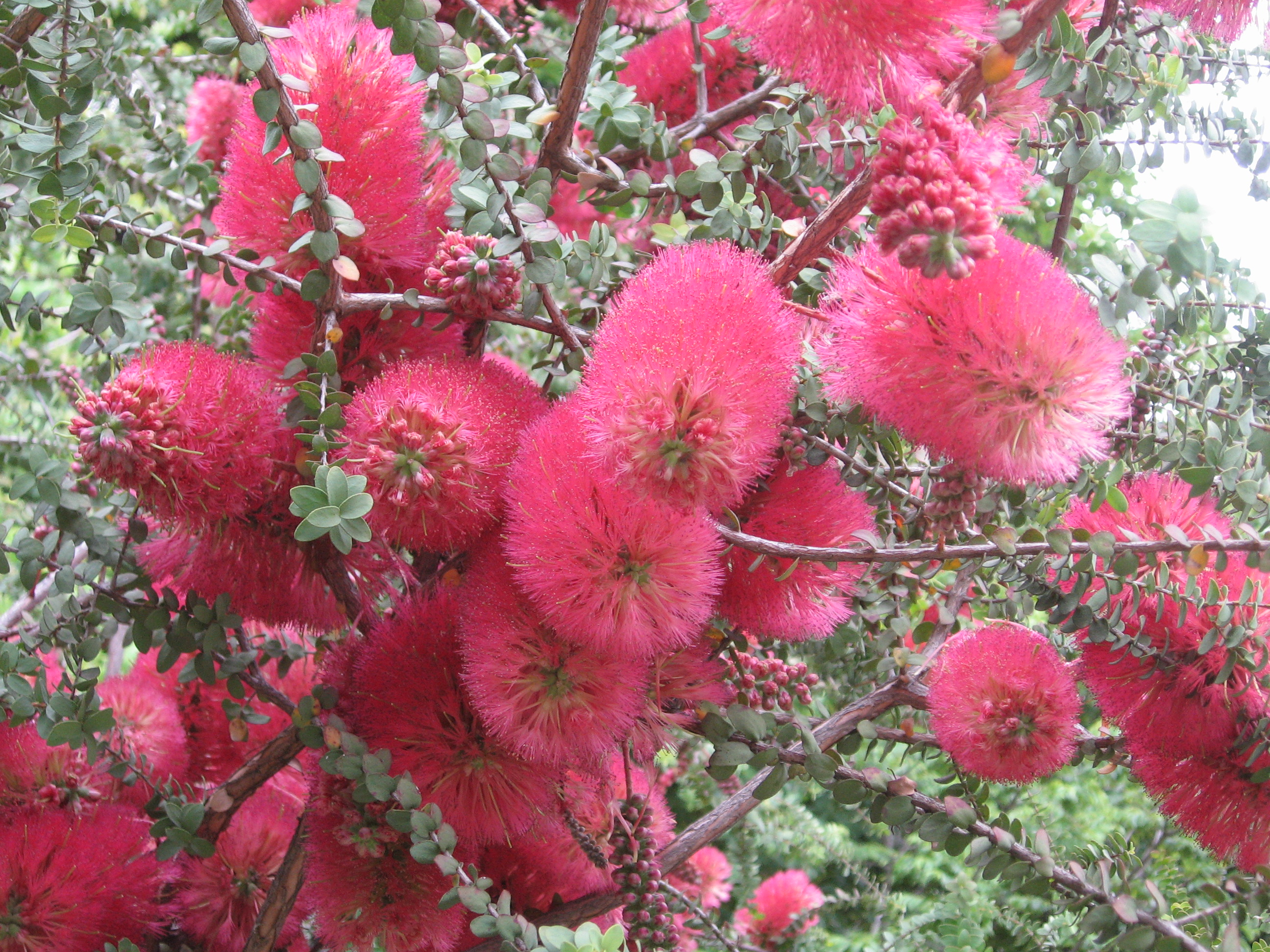